# Saga quadrisignata
Saga quadrisignata är en insektsart som beskrevs av Philippi 1863. Saga quadrisignata ingår i släktet Saga och familjen vårtbitare. Inga underarter finns listade i Catalogue of Life.